# Alte Synagoge (Třebíč)
Koordinaten: 49° 13′ 2″ N, 15° 52′ 37″ O

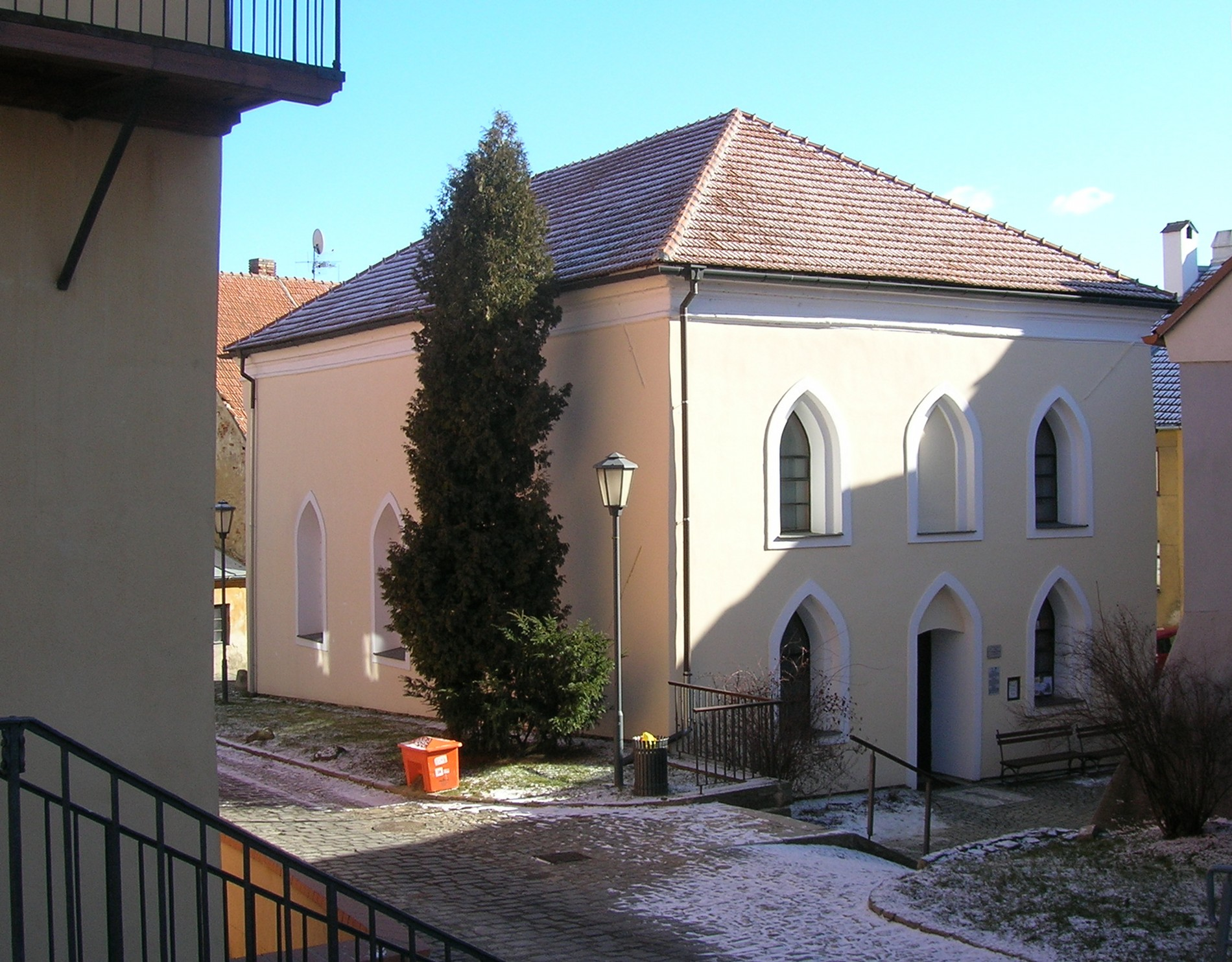
Alte Synagoge in Třebíč

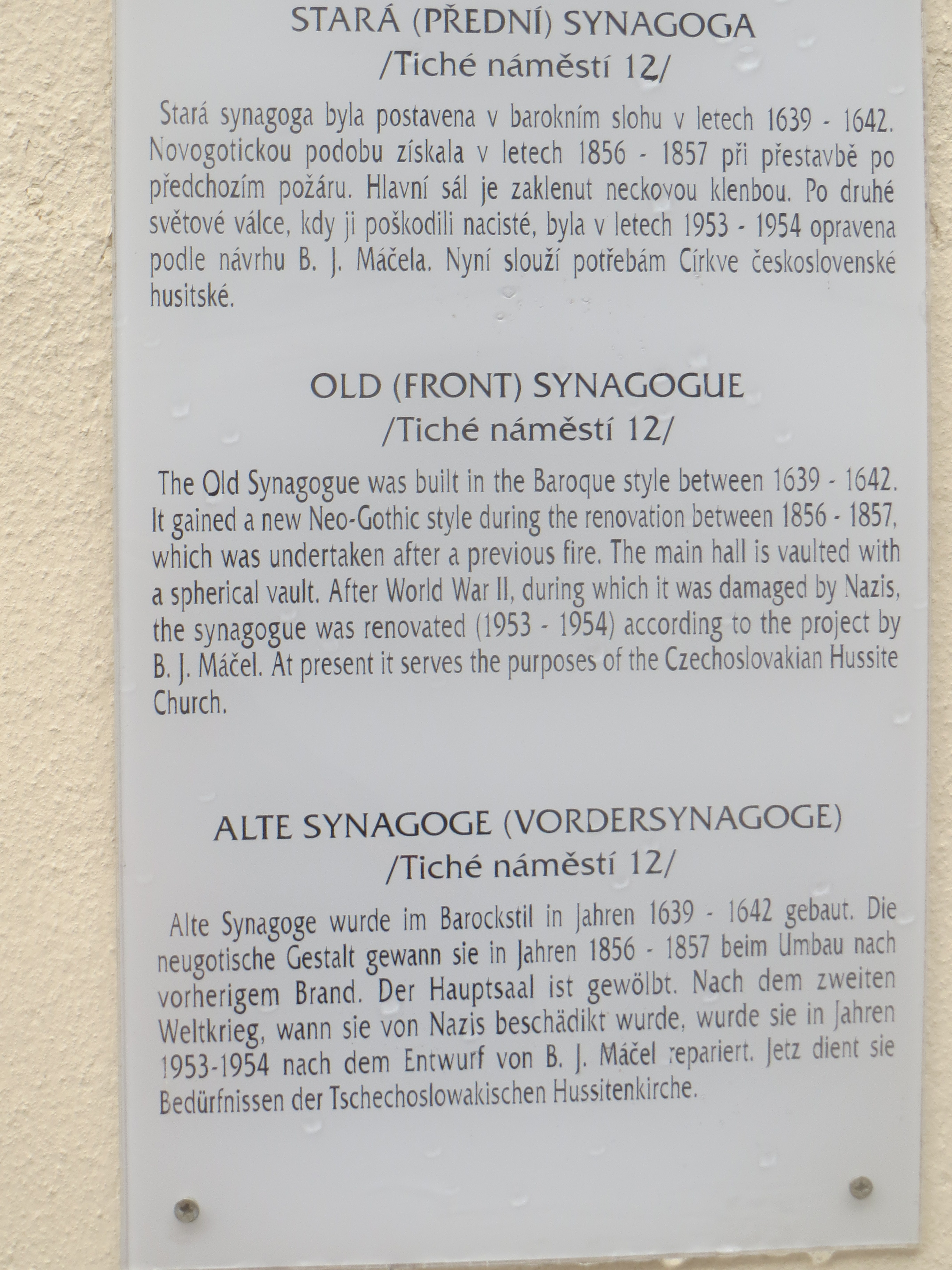
Infotafel zur Synagoge

Die Alte Synagoge in Třebíč (deutsch Trebitsch), einer Stadt im Okres Třebíč in Tschechien, wird auch als Vordere Synagoge oder Alte Schul bezeichnet.

## Geschichte
Die Synagoge  wurde zwischen 1639 und 1642 im Barockstil errichtet. Im Jahre 1757 wurde sie um ein Stockwerk abgesenkt, vermutlich weil sie die Aussicht von der Burg störte. Nach einem Brand wurde sie zwischen 1856 und 1857 neugotisch rekonstruiert. Es ist ein freistehendes, einstöckiges Gebäude mit rechteckigem Grundriss und Walmdach. Es war eine Synagoge in traditioneller Innenausstattung mit 114 Sitzplätzen in der Halle und 80 Sitzplätzen für Frauen in einer Galerie. 
Nach dem Zweiten Weltkrieg diente das Gebäude zunächst als Lagerhaus. 1953–1954 wurde  es von der Tschechoslowakischen Hussitenkirche erworben und ihren Zwecken angepasst.